# Kłoniszew (gromada)
Kłoniszew (do 30 VI 1966 Jeżew) – dawna gromada, czyli najmniejsza jednostka podziału terytorialnego Polskiej Rzeczypospolitej Ludowej w latach 1954–1972.
Gromady, z gromadzkimi radami narodowymi (GRN) jako organami władzy najniższego stopnia na wsi, funkcjonowały od reformy reorganizującej administrację wiejską przeprowadzonej jesienią 1954 do momentu ich zniesienia z dniem 1 stycznia 1973, tym samym wypierając organizację gminną w latach 1954–1972.
Gromada Kłoniszew siedzibą GRN w Kłoniszewie powstała 1 lipca 1966 w powiecie poddębickim w woj. łódzkim w związku z przeniesieniem siedziby GRN gromady Jeżew z Jeżewa do Kłoniszewa i zmianą nazwy jednostki na gromada Kłoniszew.
Gromadę zniesiono 1 lipca 1968, a jej obszar włączono do gromady Zygry w tymże powiecie.